# Biały Bór (województwo podkarpackie)
Biały Bór (daw. Białybór) – wieś w Polsce, położona w województwie podkarpackim, w powiecie mieleckim, w gminie Przecław.

## Części wsi
| SIMC    | Nazwa    | Rodzaj     |
| ------- | -------- | ---------- |
| 0658432 | Błonie   | część wsi  |
| 0658449 | Grabówka | część wsi  |
| 0658455 | Pniaki   | część wsi  |
| 0658461 | Poręby   | część wsi  |
| 0658484 | Sokole   | przysiółek |
| 0658478 | Zarzecze | część wsi  |

## Historia
Wieś po raz pierwszy wymieniana w rejestrze poborowym z 1576 roku jako Biali Bor. W 1893 roku w miejscowości działała wiejska biblioteka ruchoma, założona przez Towarzystwo Szkoły Ludowej. Przed I wojną światową na terenie wsi, w okolicach leśnictwa Sokole działała huta szkła. 
W latach 1940–1941 mieszkańców wysiedlono, a tereny wsi włączono w skład SS-Gutsbezirk Truppenübungsplatz Heidelager. Podczas niemieckiej okupacji na trasie Sokole–Pustków kursowała wąskotorowa kolej leśna, którą wykorzystywano do przewozu drewna. Po II wojnie światowej została ona rozebrana. 
Od 1956 do 1960 roku we wsi wybudowano szkołę. W latach 1975–1998 miejscowość administracyjnie należała do województwa rzeszowskiego.
Na granicy Białego Boru i Tuszymy znajduje się cmentarz wojenny nr 500 z czasów I wojny światowej.